# 伊藤太進
伊藤 太進（いとう たいしん、1980年6月15日 - ）は、日本の元ラグビー選手、指導者。現在ジャパンラグビーリーグワン花園近鉄ライナーズのセールスマネージャーを務めている。

## プロフィール
- 大阪府出身。
- ポジションはロック(LO)、フランカー（FL）。
- 現役時代のサイズは身長 183 cm、体重 101 kg。
- ニックネームはタイシン。
- U19日本代表、関東代表に選ばれたことがある[2]。

## 来歴
1998年、大阪工大高3年時に高校日本代表に選出され、ニュージーランド遠征に参加。現地での4試合すべてに先発出場した。同年冬の全国大会では決勝に進出。決勝では啓光学園に12-15で敗れ、準優勝であった。
1999年、明治大学に入学する。
2002年、明治大学ラグビー部の主将に就任した。
2003年、明治大学卒業後、日本IBMビッグブルーに加入。
2009年、近鉄ライナーズに加入。
2017年、近鉄ライナーズを退団 するとともに、摂南大学ラグビー部のコーチに就任。
2021年、花園近鉄ライナーズにセールスマネジャーとして復帰。